# Frederick McCarthy
Frederick Richard „Fred” McCarthy (ur. 15 października 1881 w Stratford, zm. 15 lutego 1974 w Toronto) – kanadyjski kolarz torowy, brązowy medalista olimpijski.

## Kariera
Największy sukces w karierze Frederick McCarthy osiągnął w 1908 roku, kiedy wspólnie z Williamem Andersonem, Walterem Andrewsem i Williamem Mortonem zdobył brązowy medal w drużynowym wyścigu na dochodzenie podczas igrzysk olimpijskich w Londynie. Na tych samych igrzyskach wystartował jeszcze w pięciu innych konkurencjach kolarskich, ale wyścigu na 100 km nie ukończył, a w sprincie, wyścigu tandemów oraz na dystansach 5 i 20 km odpadał we wczesnej fazie rywalizacji. Medal w drużynie z Londynu był jedynym trofeum zdobytym przez McCarthy’ego na międzynarodowej imprezie tej rangi. W 1910 roku przeszedł na zawodowstwo, startując w zawodach aż do 1926 roku, jednak nie odnosił już większych sukcesów. Nigdy nie zdobył medalu na torowych mistrzostwach świata.